# Hainitz
Hainitz, obersorbisch Hajnicy, ist eine Ansiedlung, die zum Kernort der Gemeinde Großpostwitz in Sachsen gehört.

## Geographie

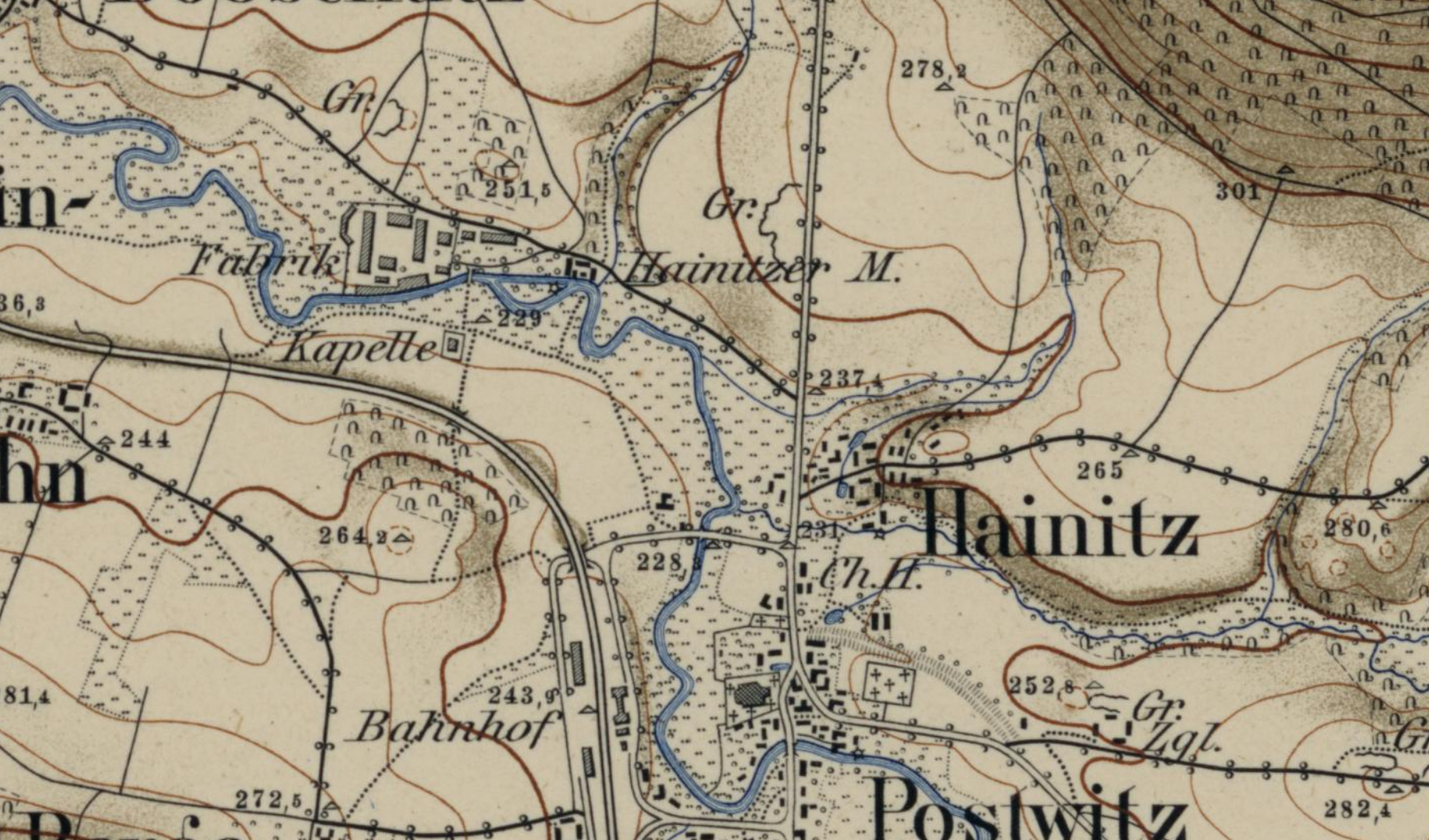
Hainitz auf einer Karte von 1884 mit altem Dorfkern im Osten, Fabrik, Kapelle und katholischem Friedhof an der Spree im Westen.

Hainitz befindet sich nördlich von Großpostwitz an der Bundesstraße 96 im Lausitzer Bergland. Der Ort besteht aus zwei durch die Spree getrennten Siedlungsteilen. Der ältere Bauernweiler Alt-Hainitz liegt östlich der Bundesstraße am Fuße des 431,9 m hohen Drohmbergs auf einem Rücken zwischen den Gründen des Cosuler Wassers und Hainitzer Wassers, die hier der Spree zufließen. Westlich von Alt-Hainitz in der Spreeaue liegt die Flachsspinnerei mit den Arbeitersiedlungen Spreetal und Fabrikstraße.

## Geschichte
Die erste Erwähnung von „Haynicz“ erfolgte im Jahre 1404. Der Ort an der alten Kaiserstraße ist eine slawische Gründung, sein Name leitet sich vermutlich von „haj“ (Hain) her. Die an der Spree gelegene Hainitzer Mühle ist seit 1473 nachweisbar. Nickel von Grünberg (von Grunenberg) auf dem Bautzener Burglehn verkaufte 1471 das Dorf „Haynitz“ zusammen mit dem Wald auf dem Drohmberg an den Bautzener Rat. 1497 erwarb die Bautzener Liebfrauenkirche das Lehngut Hainitz. Infolge des Pönfalls verlor der Rat 1547 das Dorf wieder, er kaufte es jedoch bereits 1555 zurück. 1777 bestand Hainitz aus drei Besessenen, drei Gärtnern, sieben Häuslern sowie einer wüsten Stelle. 1834 hatte das Dorf 83 Einwohner. Nach dem Bau der neuen Bautzener Chaussee wuchs der Weiler ab 1834 nach Westen bis zur Straße an. Der Besitzer der Neuen Mühle errichtete 1843 ein Ausgedingehaus, ihm gegenüber baute 1862 ein Arzt sein Haus. Schließlich entstand an der Chaussee eine Pilgerschenke.

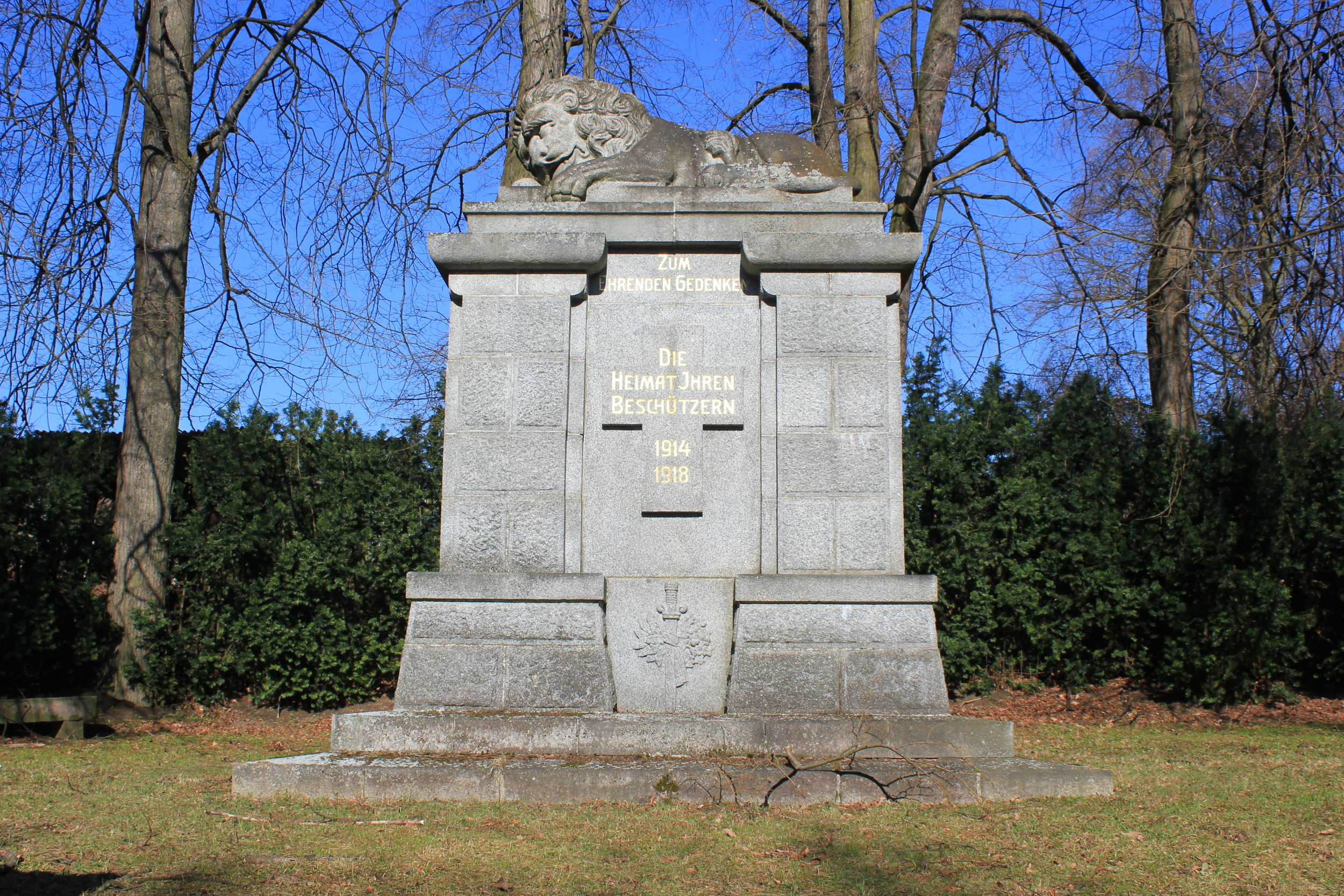
Gefallenendenkmal in Hainitz von 1922

Aktie über 1000 RM der Flachsspinnerei Hainitz AG vom Juli 1942

Nachdem der Bautzener Kaufmann Emil Grützner 1865 mit seinem böhmischen Kompagnon Johann Faltis in Bautzen keinen geeigneten Standort für eine Flachsspinnerei finden konnte, erwarben die Unternehmer die alte Hainitzer Mühle und errichteten an ihrer Stelle eine Spinnerei mit 7.000 Spindeln. Das Unternehmen Grützner & Faltis nahm im Mai 1866 den Betrieb auf und wurde bald vergrößert. Durch die 1877 eingeweihte Eisenbahnstrecke Bautzen–Wilthen erhielt das Unternehmen einen weiteren Aufschwung. In den 1890er Jahren ließ Faltis Enkel Alfons Porak (1851–1910) für die zumeist aus dem böhmischen Trautenau stammenden Arbeiter eine moderne Wohnsiedlung anlegen, die zwischen 1902 und 1908 vergrößert wurde. Für die größtenteils katholischen Arbeiter wurde 1882 in Hainitz die katholische Josefskapelle und 1901 eine katholische Schule errichtet. 1909 ging eine neue Fabrikanlage in Betrieb. 1912 entstand an der Flurgrenze mit Rascha der Neubau der evangelischen Volksschule. Infolge der Weltwirtschaftskrise ging Grützner & Faltis 1931 in Insolvenz. Aus der Konkursmasse gründete die Deutsche Bank als Hauptgläubiger 1932 die Mechanische Flachsgarnspinnerei Hainitz GmbH, die 1943 zur Flachsspinnerei Hainitz AG umfirmiert wurde.
1934 wurde Hainitz nach Großpostwitz eingemeindet. Nach dem Zweiten Weltkrieg wurde die Spinnerei enteignet und als VEB Flachsspinnerei Hainitz verstaatlicht. Später wurde der Betrieb als VEB Vereinigte Leinenindustrie Werk 1 Großpostwitz zur größten der vier Leinenspinnereien der DDR. Das 1991 von der belgischen Ontex-Gruppe übernommene Werk produziert heute Tampons und trägt den Namen Ontex Hygieneartikel Deutschland GmbH. Es ist der größte Textilbetrieb der Oberlausitz. Nach 1990 wuchs Hainitz mit Großpostwitz zusammen.
Zwischen 1889 und 1898 wirkte der Paläobotaniker Paul Menzel als Landarzt in Hainitz. 1895 wurde hier sein Sohn, der Silikatchemiker Heinrich Menzel geboren.

## Bevölkerung
Für seine Statistik über die sorbische Bevölkerung in der Oberlausitz ermittelte Arnošt Muka in den achtziger Jahren des 19. Jahrhunderts eine Bevölkerungszahl von 342 Einwohnern; davon waren 247 Deutsche und 95 Sorben (28 %). Dagegen waren alle Nachbarorte mehrheitlich sorbisch besiedelt. Der Gebrauch des Sorbischen ist im Zuge der Industrialisierung und des starken Bevölkerungswachstums im späten 19. und frühen 20. Jahrhundert stark zurückgegangen.